# Pachysylvia aurantiifrons
El verdillo luisucho (Pachysylvia aurantiifrons), también denominado verderón luisucho (en Colombia y Venezuela), dieciocho o melchora (en Colombia), verdillo frentidorado (en Panamá) o vireillo de frente dorada, es una especie de ave paseriforme de la familia Vireonidae perteneciente al género Pachysylvia (antes colocado en Hylophilus). Es nativo del norte de América del Sur y sureste de América Central.

## Distribución y hábitat
Se distribuye desde el este de Panamá, por el noreste de Colombia, norte de Venezuela, y Trinidad y Tobago.
Esta especie es considerada bastante común en sus hábitats naturales, los bosques caducifolios, matorrales secos y clareras arbustivas principalmente abajo de los 700 m de altitud.

## Sistemática

### Descripción original
La especie P. aurantiifrons fue descrita por primera vez por el ornitólogo estadounidense George Newbold Lawrence en 1861 bajo el nombre científico Hylophilus aurantiifrons; localidad tipo «Ferrocarril de Panamá, Panamá».

### Taxonomía
Se ha considerado que forma una superespecie con Pachysylvia semibrunnea.
Los estudios de Slager et al. (2014) produjeron una extensa filogenia de la familia Vireonidae y demostraron que el género Hylophilus era polifilético, compuesto de 4 clados dentro de la familia Vireonidae.  Slager y Klicka (2014) establecieron la necesidad de cuatro géneros para reflejar esta diversidad. El clado conteniendo las especies de iris oscuro, habitantes del dosel y de cantos más complejos, incluyendo la presente, fue agrupado en un género resucitado Pachysylvia.
Los cambios taxonómicos descritos fueron reconocidos mediante la aprobación de la Propuesta N° 656 al Comité de Clasificación de Sudamérica (SACC) en noviembre de 2014. La clasificación Clements Checklist v.2015 adopta los cambios descritos, mientras e Congreso Ornitológico Internacional (IOC) todavía no los ha incorporado.

### Subespecies
Según las clasificaciones del IOC y Clements se reconocen tres subespecies, con su correspondiente distribución geográfica:
- Pachysylvia aurantiifrons aurantiifrons (Lawrence, 1861) - este de Panamá (hacia el este desde la provincia de Panamá) y norte de Colombia.
- Pachysylvia aurantiifrons helvina Wetmore & Phelps Jr., 1956 - noroeste de Venezuela (oeste de Zulia hacia el sur hasta el norte de Mérida y sur de Táchira).
- Pachysylvia aurantiifrons saturata Hellmayr, 1906 - este de Colombia (Arauca, Boyacá), norte de Venezuela (al este desde el este de Zulia, al sur hasta los ríos Apure y Orinoco), y Trinidad.